# Scottsbluff
Scottsbluff is een plaats (city) in de westelijke panhandle van de Amerikaanse staat Nebraska. De stad is gelegen aan de noordoever van de Nort Platte. Samen met Gering, op de zuidoever, vormt Scottsbluff een agglomeratie. Scottsbluff is de grootste stad van Scotts Bluff County, maar moet de titel van hoofdstad aan Gering laten.

## Demografie
Bij de volkstelling in 2000 werd het aantal inwoners vastgesteld op 14.732.
In 2006 is het aantal inwoners door het United States Census Bureau geschat op 14.738 een stijging van 6 (0,0%).

## Geografie
Volgens het United States Census Bureau beslaat de plaats een oppervlakte van 15,3 km², waarvan 15,2 km² land en 0,1 km² water.
Nabij de stad liggen imposante rotsformaties, waaronder Scotts Bluff National Monument, een herkenningspunt voor immigranten tijdens de 19e eeuw op de Oregon Trail en Mormon Trail.

## Plaatsen in de nabije omgeving
De onderstaande figuur toont nabijgelegen plaatsen in een straal van 16 km rond Scottsbluff.

## Geboren in Scottsbluff
- Randy Meisner (1946-2023), zanger en gitarist (Eagles)